# II. András magyar király

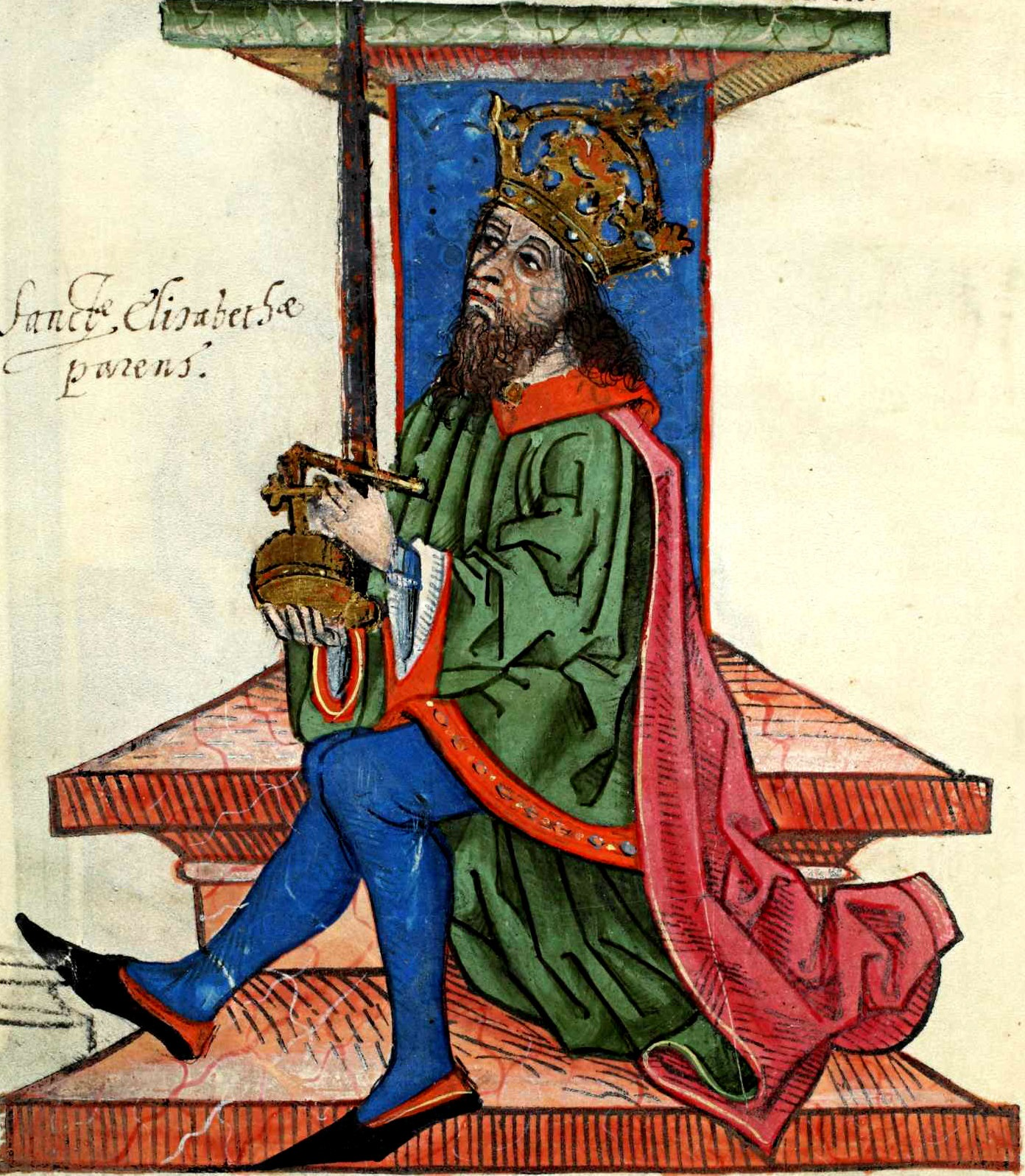
Ábrázolása a Thuróczi-krónikában

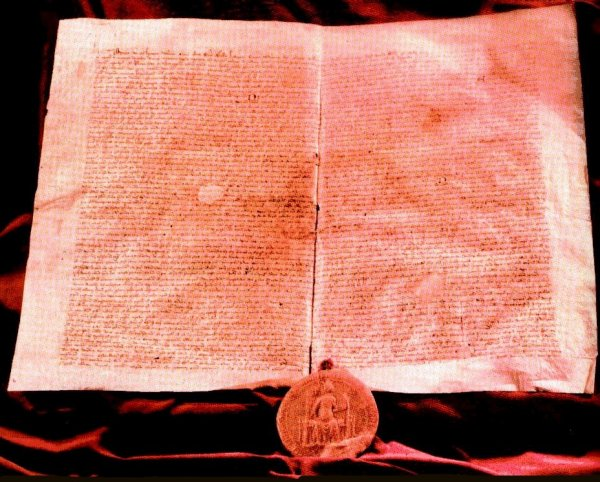
Az Aranybulla

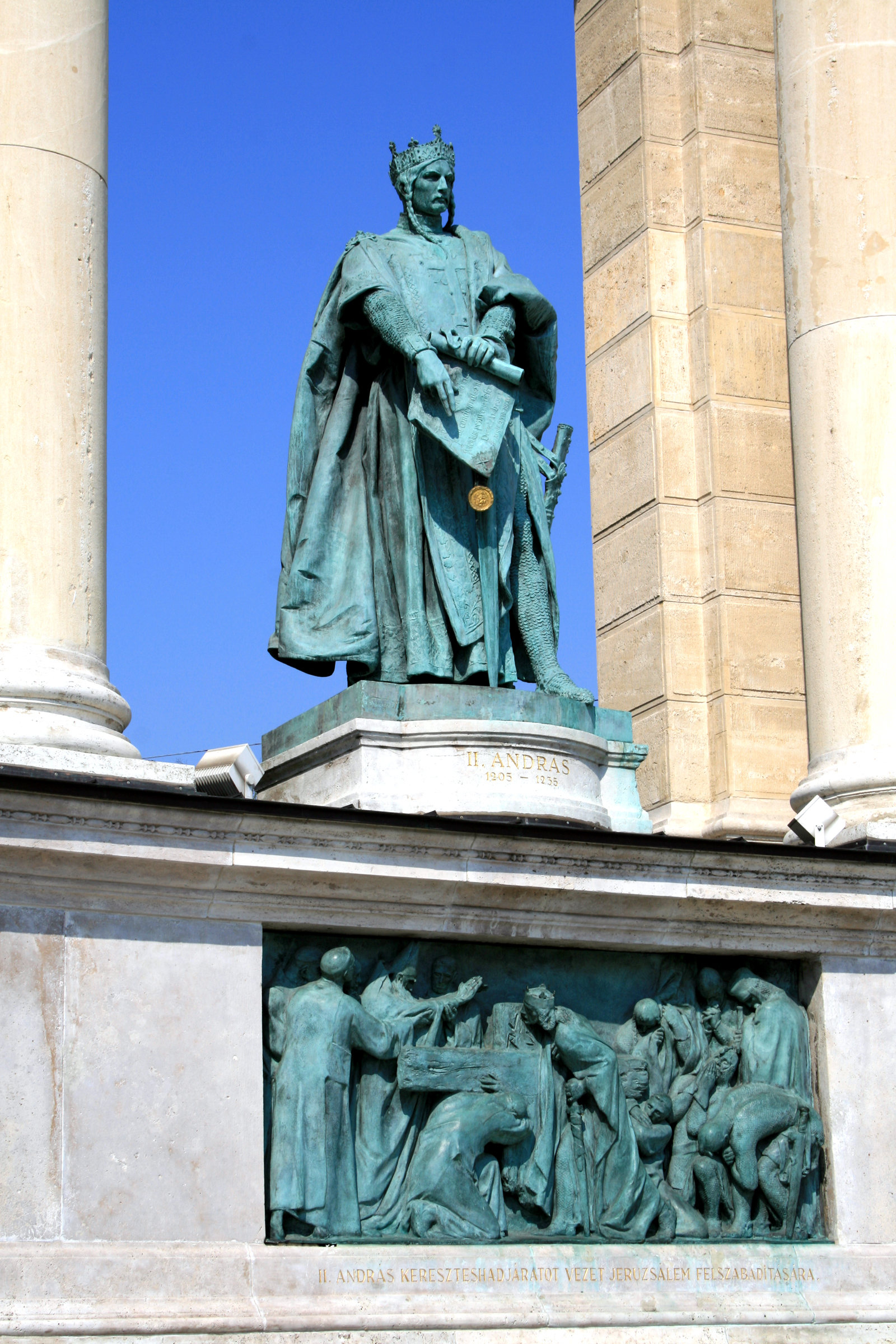
Szobra a Hősök terén, a Millenniumi emlékmű bal oldali pantheonján Budapesten

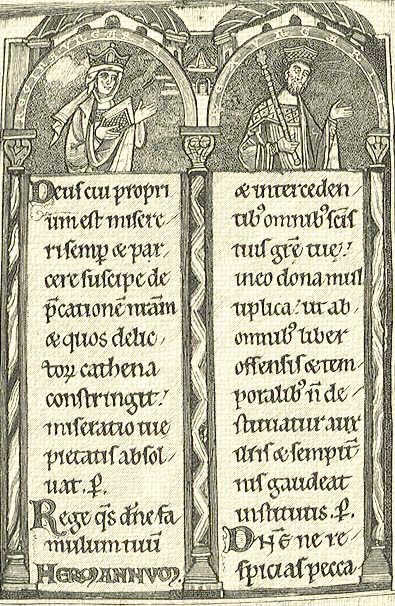
Gertrúd és II. András

II. (Jeruzsálemi) András (más alakváltozatban: Endre; 1176 körül – 1235. szeptember 21.), Magyarország királya 1205 és 1235 között. Nagyravágyó politikus volt, aki hercegként saját testvére, Imre törvényes uralma ellen lázadt. Regnálása a magyar történelem egyik legtöbbet emlegetett időszaka. Nemcsak azért, mert András energikus külpolitikájával az egész Balkán-félszigetet behálózta, és több szomszédos területet is meghódított, hanem azért is, mert a belpolitikában olyan modern törvényeket alkotott az Aranybulla 1222-es kiadásával, amelyek kisebb-nagyobb változtatásokkal egészen 1848-ig hatályban maradtak.

## Imre árnyékában
III. Béla és Châtillon Anna gyermekeként született 1177-ben. Másodszülött fiúként nem András kapta a magyar trónt, de atyja 1188-ban Halics trónjára segítette. 1190-ben azonban elűzték a trónról, és a herceg újra a magyar udvarban élt. Apja halála után Imre lett Magyarország királya, míg atyja Andrásra várakat, birtokokat és sok pénzt hagyott, hogy be nem teljesített fogadalmát, a szentföldi hadjáratot véghez vigye. András azonban befolyása erősítésére használta vagyonát, így hívei tanácsára 1197-ben rátámadt bátyjára a szlavóniai Macsek városánál, és a hatalom megosztását követelte tőle. Jóllehet, a pápa is a törvényes királyt támogatta, András győzelme után Imre a dalmát-horvát hercegi címet adományozta testvérének.
1198. március 31-én a támadó szerbeket visszaverte András, és ellentámadásba ment át. Elfoglalta Ráma és Hum vidékét, és felvette a Hum és Ráma hercege címet is. Területein úgy uralkodott, mint bátyja az egész országon, adót szedett, pénzt veretett. Ezután ismét megtámadta Imrét, azonban a rádi csatában ezúttal alulmaradt, és így VI. Lipót osztrák és stájer herceghez menekült.

## Esküvő és kormányzóság
A pápának 1200-ban sikerült a testvéreket kibékítenie. András visszakapta korábbi területeit, de a korábbinál jóval kisebb hatáskörrel. Ekkoriban kötött házasságot Gertrúddal, IV. Andechsi Bertold isztriai és krajinai őrgróf és meráni herceg leányával.
A házasságból öt gyerek született. 1203-ban vagy 1204-ben Mária, 1206-ban a későbbi IV. Béla király, 1207-ben a későbbi Árpád-házi Szent Erzsébet, 1208-ban Kálmán és 1210-ben András.
Imre király Horvátországot és Dalmáciát engedte át öccsének, aki ezután újabb lázadásra készült, de Imre Boleszló váci püspöktől megszerezte az összeesküvők levelezését. Kitört a fegyveres harc. András seregében apósa és felesége révén sok német is volt, akik a vesztes csata után a herceggel osztrák területre menekültek. Imre elmozdította az ellene fordult nádorispánt is, mire Elvin váradi püspök kiközösítette a királyt. III. Ince pápa jól felfogott politikai érdekből – hisz célja egy új keresztes hadjárat elindítása volt – kibékítette a királyt és főpapokat, illetve Imrét és Andrást.
András azonban nem tett le a korona megszerzéséről, és amikor Imre királynak Konstancia hercegnőtől, az aragóniai király lányának tőle fia született, ismét sereget gyűjtött a király ellen. 1203 októberében a király Varasd közelében találkozott öccsével. A találkozóról és az ott történtekről Spalatói Tamás krónikájából értesült az utókor. Eszerint Imre egy szál pálcával ment át András táborába és királyi tekintélyével lázadó öccsét bántatlanul saját emberei közé cibálta, és foglyul ejtette (bár az ún. "varasdi jelenet" megtörténtét a korral foglalkozó szaktörténészek ma már megkérdőjelezik.
) Megelégedett azonban annyival, hogy Andrást Keve várába zárta, s annak feleségét, Gertrúdot hazaküldte. A fivérek szembenállását párválasztásuk is jelezte. Imre király politikája alapvetően pápabarát volt, ezért feleségét a pápa közvetítésével választotta, és a pápa kérésére fegyveresekkel is segítette IV. Ottó harcát a Türingiára támadó Sváb Fülöp ellenében. András viszont a Fülöp oldalán álló Bertoldnak lett veje.
András 1204-ben hívei segítségével kiszabadult, Imre őt tette meg fia gyámjává és az ország kormányzójává. Ezután nem sokkal, még az év novemberében meghalt. András kormányzói jogkörét felhasználva megszerezte az özvegy királyné javait, mire ő a gyermek királlyal és a koronával VI. Lipót osztrák herceghez, Imre ellenségéhez menekült. Mivel III. László 1205-ben meghalt, András lett a törvényes utód, és 1205. május 29-én meg is koronázták.

## András király
Már koronázásának évében hadjáratot vezetett Halicsba, ahol biztosította a trónt a gyermek Danyiil Romanovicsnak, de a Halics (Galícia) és Lodoméria (Volhínia) királya címet ő vette fel.

### „Az új berendezkedés”
Elődeinek gyakorlatával legjellemzőbben a birtokpolitikában szakított, és minden korábbinál több királyi birtokot elidegenített — általában a vezető egyházi és világi személyeknek, hűségük és szolgálataik elismeréseként. A vezető tisztségekbe Gertrúd befolyásának jeleként a Meráni-család tagjai és rokonai kerültek. A királyi birtokokat már I. (Szent) István is adományozott, de az eladományozott udvarnokföldeket II. Andrásig pótolta a Kárpát-medencét mindjobban kitöltő, a peremterületek felé terjeszkedő magyar állam birtokgyarapodása. II. Andrásnak már nem volt ilyen lehetősége, ezért a várbirtokokhoz nyúlt, és várakat, ispánságokat, egész vármegyéket adományozott azok jövedelmeivel együtt örökölhető birtokként híveinek — főként németeknek. A folyamatot gyorsította, hogy az előkelőségek birtokainak növekedésével egyre kevésbé függtek a királytól. Ahogy szilárd bázist tudtak kiépíteni, egyre inkább törekedtek egybefüggő uradalmak kiépítésére; fő céljukká a birtokrészeik közé ékelődő királyi földek megszerzése vált.
Befolyását latba vetve elérte a pápánál, hogy Gertrúd testvérét, Bertoldot tegye meg kalocsai érsekké. A merániak gazdasági és politikai térnyerése egészen az összeesküvésig fokozta a magyar főurak elégedetlenségét. Ennek élén Péter ispán, Bánk bán és veje, Simon állt. Támogatóként szerették volna megnyerni János esztergomi érseket is, a legenda szerint azonban az óvatos érsek kétértelmű levelet küldött. A merénylők 1213. szeptember 23-án, a gyakori halicsi hadjáratainak egyikén hadakozó király távollétében csaptak le. A királynét és udvarát megölték, csak Lipót hercegnek és Bertold érseknek sikerült sértetlenül elmenekülnie. A hazatérő király Péter ispánt karóba húzatta, de további felelősségre vonásra nem került sor.
Gertrúd halála után a német befolyás visszaszorult, de a királyi jövedelmek pótlására II. Andrásnak új adókat kellett bevezetnie. Ez annál is inkább szükségessé vált, mivel az 1211-ben a kunok elleni védelemre a Barcaságba betelepített Német Lovagrend is a kiváltságok maximumát élvezte. Az 1217-ben Magyarországon először kivetett rendkívüli adó a valóságban rendszeresen kivetett pénzadóvá vált. II. András adóit az 1210-es években pénzben beszedett vámok és illetékek formájában vezette be. A királyi udvar gazdálkodásának új rendjét mutatja az ezt irányító szervezet változása is: 1214-ben jelent meg a tárnokmester tisztsége. Az adók behajtását II. András is többnyire bérbe adta; egyes királyi jövedelmeket egyösszegű bérleti díj ellenében adóbérlők kaptak meg. Pénzváltási illetéket is bevezetett, mivel az emberek vonakodtak elfogadni a gyengébb minőségű, értéktelenebb magyar fémpénzt. A bérleti rendszer kialakulásával a pénzverés decentralizálódott, de törvény tiltotta, hogy a kamaraispánok és a pénzváltók izmaeliták vagy zsidók legyenek.
Az új berendezkedés során a nagyhatalmú előkelők elsősorban a királyi birtokok rovására gazdagodtak meg és ez egyben a királyi birtok és a világi magánbirtok arányának jelentős eltolódását jelentette utóbbi javára. A királyi birtokok csökkenésével együtt járt a királyi hatalom gyengülése, ami a nagyurak hatalmaskodásának az elterjedéséhez vezetett. Az adományozások és az erőszakos földszerzés mellett a gazdagok vásárlás útján is gyarapították birtokaikat.
A világi földbirtokok megszaporodása és növekedése szükségletté tette az ingatlanok jogos birtoklásának igazolását, ezért megnőtt az oklevéladás szerepe, fellendült az okleveles gyakorlat. A korábban szerzett földbirtokokról azonban még nem készült oklevél, ezért fontossá vált a nemzetségek származásának, a távoli közös ősnek a kimutatása, a régiség vált ugyanis ez által jogforrássá. Az oklevelek ekkortól utaltak általában „de genere” kitétellel a származásra. A nemzetségekről a korból Anonymus gestájából szerezhető a legtöbb ismeret, amely az 1210-es években íródott a legnagyobb valószínűséggel. Azok az előkelők, akik kimaradtak a királyi birtokok adományozásából már 1210-ben megpróbáltak kapcsolatot keresni III. Béla öccsének, Géza hercegnek görög földön élő fiaival, hogy felajánlják nekik a magyar trónt. Ezt a kísérletet II. Andrásnak még sikerült megakadályoznia, de 1214-ben a hasonló próbálkozások megelőzésére megkoronáztatta elsőszülött fiát, a későbbi IV. Bélát, aki ekkor még csak 8 éves volt. Emlékeztetőül: Imre király hasonlóan járt el 1204-ben a fiával, III. Lászlóval. 1214-ben II. András király I. Leszek krakkói fejedelemmel szövetségben sikeres hadjáratot vezetett Halics ellen, melynek eredménye lett fiának, Kálmánnak lengyel házassága és rövid idejű halicsi királysága.
A megözvegyült András király 1215-ben újranősült. Második felesége a 17-18 éves Jolánta, Courtenay Péter auxerre-i és namuri grófnak, II. Fülöp Ágost francia király rokonának, 1216-tól latin császárnak leánya lett. E frigyből született András hatodik gyermeke, Jolánta, később Aragónia királynéja.
Az „új berendezkedés” nagymértékben veszélyeztette a számukban jelentős királyi szerviensek, a várjobbágyok és a várnépek érdekeit. A sókereskedelem bevonása a bérleti rendszerbe pedig jövedelmet vont el az egyháztól, amely sérelemnek tekintette azt is, hogy az izmaelita és zsidó bérlőkkel szemben hatástalanok voltak az egyházi fenyítés hagyományos eszközei.

### II. András keresztes hadjárata
1216-ban meghalt Henrik, a Latin Császárság uralkodója. Az egyik jelölt a trónra II. András apósa, a másik maga András volt. A császári trón megszerzése érdekében sürgőssé vált az idáig halogatott keresztes hadjárat megindítása. Mielőtt a király elindult volna szentföldi hadjáratára, megkezdte a visszavonulást az új berendezkedés gyakorlatától. Ezt jelzi azon döntése is, hogy távolléte idejére politikájának korábbi ellenzőjére, János érsekre bízta az ország kormányzását. III. Honoriusz pápa azonban végül apósát, Courtenay Pétert koronázta császárrá. Ezért András a tervezett szárazföldi út helyett – a hadjáratot már nem mondhatta le – a tengeri szállítást választotta, hogy elkerülje Konstantinápolyt. Splitben szállt hajóra, és Ciprus érintésével jutott a Szentföldre. A hadjárat során semmilyen érdemi katonai eredményt nem ért el, sőt jelentősebb katonai akciót sem hajtott végre. A tengeri szállítás fejében viszont lemondott Velence javára Záráról, a vállalkozáshoz már induláskor kölcsönöket vett fel, a pénzt ereklyék vásárlására, adományozásra fordította. 1218-ban fölvették a Jeruzsálemi Szent János Ispotályos Lovagrendbe (későbbi Máltai lovagrend), donátus ranggal. Ezt az eseményt a máltai Vallettában, a lovagrend Nagymesteri Palotájában található festmény örökíti meg. Akkon városát elérve azonban felvette a „Jeruzsálem királya” címet. Olyannyira tékozló volt itt is, hogy Gizella királynénak a veszprémi egyháztól kölcsönkért koronáját is el kellett adnia 140 márkáért. Hazafelé, 1218-ban ötletszerű házassági szerződéseket kötött. Ezekből végül Béla fia és Mária leánya esetében lett ténylegesen házasság.
A keresztes hadjárat közvetíthette a később kiadott Aranybullában foglalt egyes rendelkezések alapelveit. A Jeruzsálemi Királyság nemeseinek az ún. jeruzsálemi assizákban foglalt szabadságjogaival – többek közt például az ellenállás jogával – minden bizonnyal megismerkedtek a királyt kísérő magyar urak is, akik útjuk során hosszabb időt tölthettek együtt a szentföldi keresztes királyságok előkelőivel. Így például Ugron királyi kancellár és Tamás egri püspök, akik a Szentföldre elkísérték az uralkodót, később az Aranybullát aláíró nemesek közt is szerepeltek.
A Szentföldről hazatérő királyt szinte polgárháborús állapotok fogadták. Az előkelők egy csoportja száműzte a kormányzónak kinevezett János esztergomi érseket is, aki csak a király visszatértekor jöhetett vissza Magyarországra.

### Az Aranybullához vezető út
A királyt 1219-ben komoly külpolitikai kudarc érte. Halicsban megdöntötték fia, Kálmán trónját, aki feleségével, Saloméval együtt fogságba esett. II. András csak úgy tudta elérni szabadulásukat, hogy az új halicsi király, Novgorodi Msztyiszlav leánya, Ilona hercegnő és Endre fia, András herceg összeházasodtak. A halicsi hódító politika, a halicsi belügyekbe történő folyamatos beavatkozás a befektetett anyagi és emberáldozathoz képest rendkívül szerény eredményeket hozott. Tulajdonképpen a hadi vállalkozásban kitűnt főurak jutottak csak újabb birtokadományokhoz.
A gazdaságilag meggyengült király 1219-ben „altatta” az új berendezkedés folytatását, sőt 1220-ban bizonyos birtokadományok és az erőszakkal elfoglalt várföldek visszaadását rendelte el. A rendelkezést a végrehajtásban elszabotálták. Az új berendezkedésből kiszorultak ebben az évben érték el, hogy a király megkoronázott fia, IV. Béla megkapta a tengermelléki dukátust. (Korábban Imre király szintén így tett öccsével, II. Endrével).

## Az Aranybulla

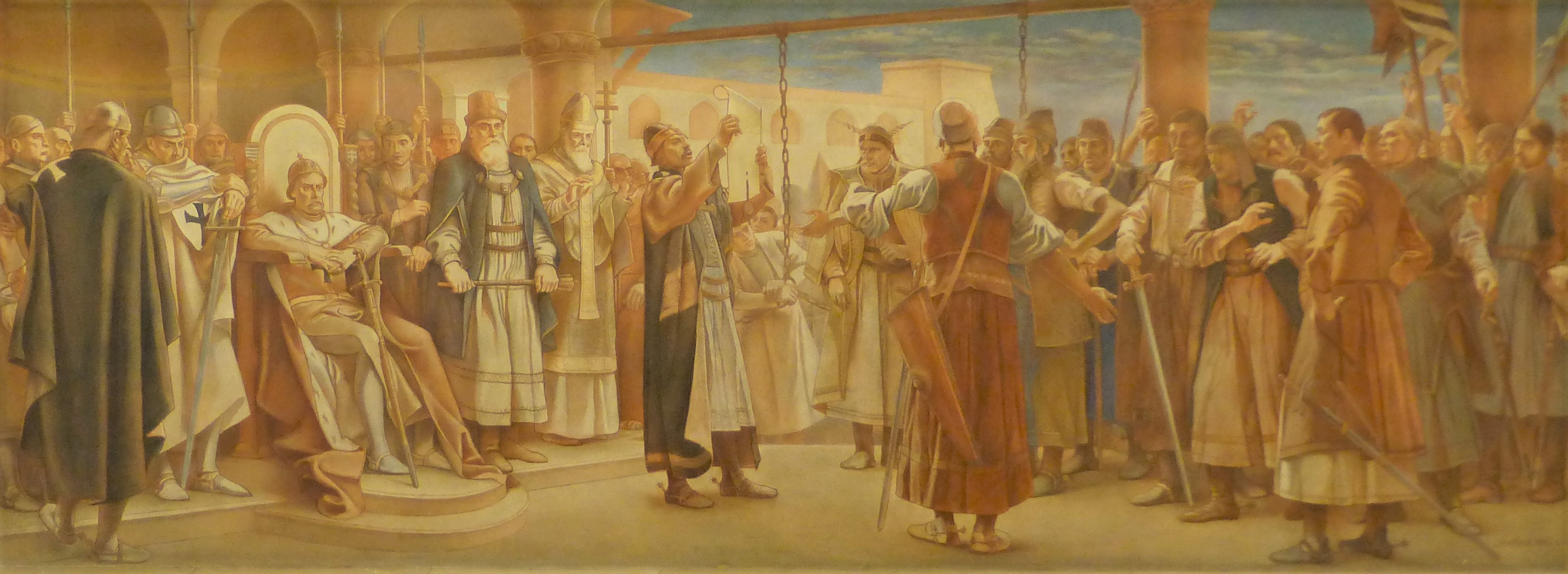
II. András kihirdeti az Aranybullát

1222 volt a nagy változások esztendeje. Az Imre-párti főurak, akik a már fent említett szerviensekkel szövetkezve tömegbázist is szereztek, palotaforradalmat hajtottak végre, melynek eredményeként II. András a vezető tisztségekből leváltotta az „új berendezkedés” haszonélvezőit és Székesfehérváron kiadta az Aranybulla néven ismertté vált királyi oklevelet hét példányban. Az Ebben kimondta, hogy egész vármegyét vagy bármiféle méltóságot nem adományoz, illetve becsületes szolgálattal szerzett birtokaitól soha senkit nem foszt meg. Egy sor rendelkezés a bérleti rendszerrel szembeni ellenkezést fejezte ki. Megtiltotta, hogy zsidók és izmaeliták kamaraispánok, pénzverők, sótisztek és vámszedők legyenek. A szerviensek jogot nyertek az átállásra a király szolgálatából Béláéba és fordítva, igaz csak bizonyos feltételekkel, de mégis szabadon. A külföldiek birtokadományban részesítését megtiltotta, tisztségbe helyezésüket az ország tanácsától tette függővé. A szervienseket és birtokaikat, továbbá az egyházak népeit mentesítette a királyi adóktól. A szerviensek elfogását és megbüntetését bírói ítélethez kötötte. A főpapok és az előkelők számára az Aranybulla ellenállási jogot biztosított abban az esetben, ha a király vagy utódai a dekrétum rendelkezéseit megszegnék.
Az Aranybulla megszületése II. András korábbi nézeteinek revízióját is jelentette az adópolitikában, a személyzeti ügyekben, az öröklési rendben, az igazságszolgáltatás területén. Ez a királyi dekrétum számos olyan fontos kiváltságot biztosított a szervienseknek, amely később helyet kapott a nemesi szabadságjogok között és így az Aranybulla egy sajátos, középkori értelemben vett „demokratizálás” mutatója. Az okirat neve onnan származik, hogy arany pecséttel látták el (a „bulla” jelentése pecsét).
Az Aranybulla legtöbb pontja azonban papíron maradt, mivel kevéssel annak megszületése után a palotaforradalommal eltávolított főemberek visszakerültek a hatalmi pozíciókba. Ennek következményeként az év végén a királyi dekrétumot kikényszerítő főurak és a mögöttük álló szerviens tömeg elérte, hogy II. András kompromisszumként átcsoportosítsa a funkciókat a hívei között. A hivatalba lépő új tisztikar azonban biztosítékot jelentett a királynak, hogy folytassa a régi, a királyi birtokokat eladományozó politikáját.
Magyarország nemesi szabadsága alapkövének tartott Aranybullának mind a hét eredeti példánya elveszett, azonban a szövege meglehetősen sok forrásban fennmaradt.

## András és Béla

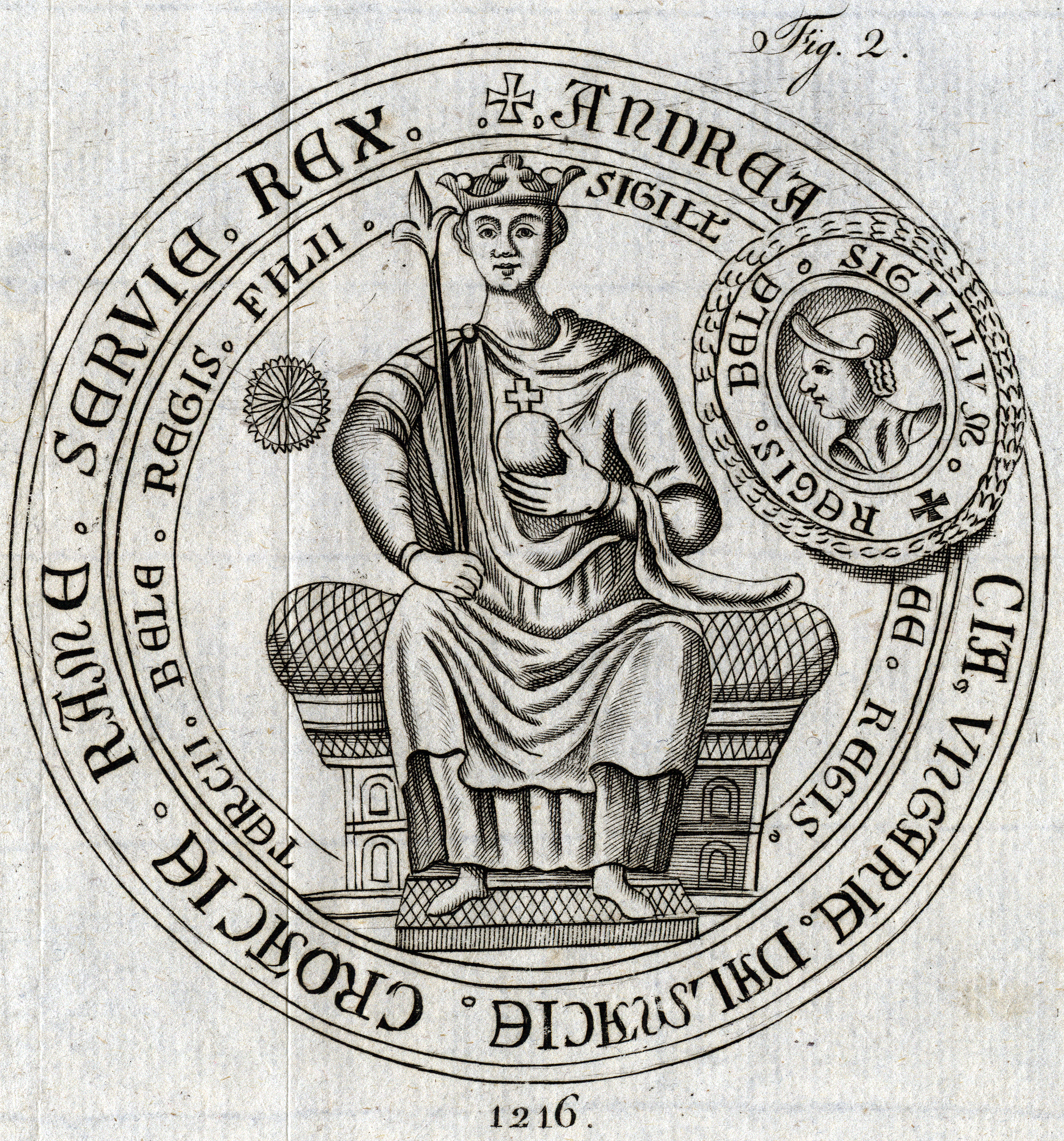
II. András pecsétje (1216)

II. András király 1220 körül Béla hercegre bízta a szlavón hercegség kormányzását. Béla ekkor 14 esztendős volt, s a király politikáját rossz szemmel néző főúri csoport támogatását élvezte. Az Aranybulla kiadása előtt még, 1222-ben apja kívánságára, Béla elbocsátotta feleségét, Laszkarisz Máriát, akit 1223 őszén III. Honoriusz pápa kérésére Béla visszavett és együtt menekültek VI. Lipóthoz II. András haragja elől. A pápa közbenjárására apa és fia egy évvel később kibékült. Béla visszakapta Szlavónia kormányzását.
II. András 1224-ben hozta létre az erdélyi szászok meghatározott földrajzi területre költöztetésével a dél-erdélyi Szászföldet, s ennek hatására a székelyek keletebbre vonultak és a Háromszéki-medencében leltek végleges otthonra. (Andreanum)
A Barcaságba 1211-ben betelepített Német Lovagrend hatalma időközben a királyi adományok és engedmények, valamint a szomszédokkal agresszív magatartásuk eredményeként annyira megnőtt, hogy a pápa a rendet az egyházi szervezet megváltoztatásával közvetlenül Róma fennhatósága alá vette. Ezáltal a lovagrend nagyban függetlenné vált a magyar királytól. II. András ezt már nem tűrte, és mivel a lovagrend a király parancsára sem volt hajlandó az erőszakkal elfoglalt területeit visszaadni, András katonai erővel űzte ki a Lovagrendet az országból. (A Német Lovagrend Mazóviába és a Baltikumba került.) II. András és III. Honoriusz pápa viszonya természetesen feszültté vált, ezért a király a belpolitikai hatalmi viszonyokat is átrendezte. Béla fiát el akarta vágni szlavóniai hátországától, ahol már megerősödött, ezért 1226-ban Erdély hercegévé tette, Szlavónia élére pedig másodszülött fiát, Kálmánt állította.
A király 1227-ben indított újabb hadjáratot Halicsba, aminek hatására András herceg halicsi uralkodó lett. Halálával azonban végleg lezárult a magyar királyok halicsi terjeszkedési kísérlete.
1227-ben az új pápa, IX. Gergely elődjéhez hasonlóan szót emelt a királynál a zsidók és az izmaeliták hivatalviselése ellen. Az egyházi nyomás végül 1231-ben az Aranybulla megújításához vezetett, amelyben a király és fia együtt kötelezték magukat az abban foglaltak betartására. Az ellenállási jog helyére az okiratba az esztergomi érsek kiközösítési joga került.
1232-ben megjelent a nemesi vármegye kezdeménye, amikor a kehidai oklevélben a zalai szerviensek jogot kaptak a királytól, hogy saját ügyeikben maguk ítélkezzenek. 1233-ban a pápa utasította a Magyarországra küldött legátusát, Pecorari Jakabot, hogy II. Andrást és fiait ne közösítse ki. A pápa „jóindulatát” azonban a királynak a beregi egyezmény aláírásával kellett meghálálnia. A pápai legátus a halicsi hadjáratra indult királyt a beregi erdőben érte utol, innen az egyezmény elnevezése, melyben a katolikus egyház visszaszerezte korábbi kiváltságait és ezáltal megerősödött a főpapság hatalma. Az okiratban a király megígérte azt is, hogy a zsidókat és az izmaelitákat nem juttatja hivatalhoz és jellel különbözteti meg őket a keresztényektől.
A megözvegyült király második felesége halála után egy évvel később, már 55 évesen újra házasodott. Harmadik felesége Estei Beatrix lett, aki ekkor 23 éves lehetett, és az itáliai estei őrgróf, I. Aldobrandino leánya volt.
1235 nyarán II. (Harcias) Frigyes osztrák és stájer herceg betört Magyarországra. II. András megtorlásul Bécsig nyomult, de II. Frigyes pénzen megváltotta a békét. Ugyanezen év szeptember 21-én 30 évi uralkodás után meghalt II. András király, akit a jelenlegi Temes megyei Egres falu ciszterci monostorában temettek el. (A monostor a tatárjáráskor teljesen elpusztult). Endre legidősebb fiát, IV. Bélát Róbert esztergomi érsek 1235. október 14-én koronázta magyar királlyá. Az elhunyt király özvegye, Beatrix királyné még férje halála előtt nyilvánosságra hozta, hogy gyermeket vár. Ezért a trónörökös Béla az apja halála után azonnal őrizetbe vétette Beatrixet, és megvádolta azzal, hogy a születendő gyermek apja nem az idős Endre király, hanem a kegyvesztett nádor, a Béla által megvakított Apod fia Dénes. Beatrix királynénak a király temetésére érkezett német császári küldöttséggel, férfiruhát öltve sikerült az országból kiszöknie. Német földön fiút szült, és Istvánnak kereszteltette, ezzel is hangsúlyozva annak Árpád-házi származását.

## Családja

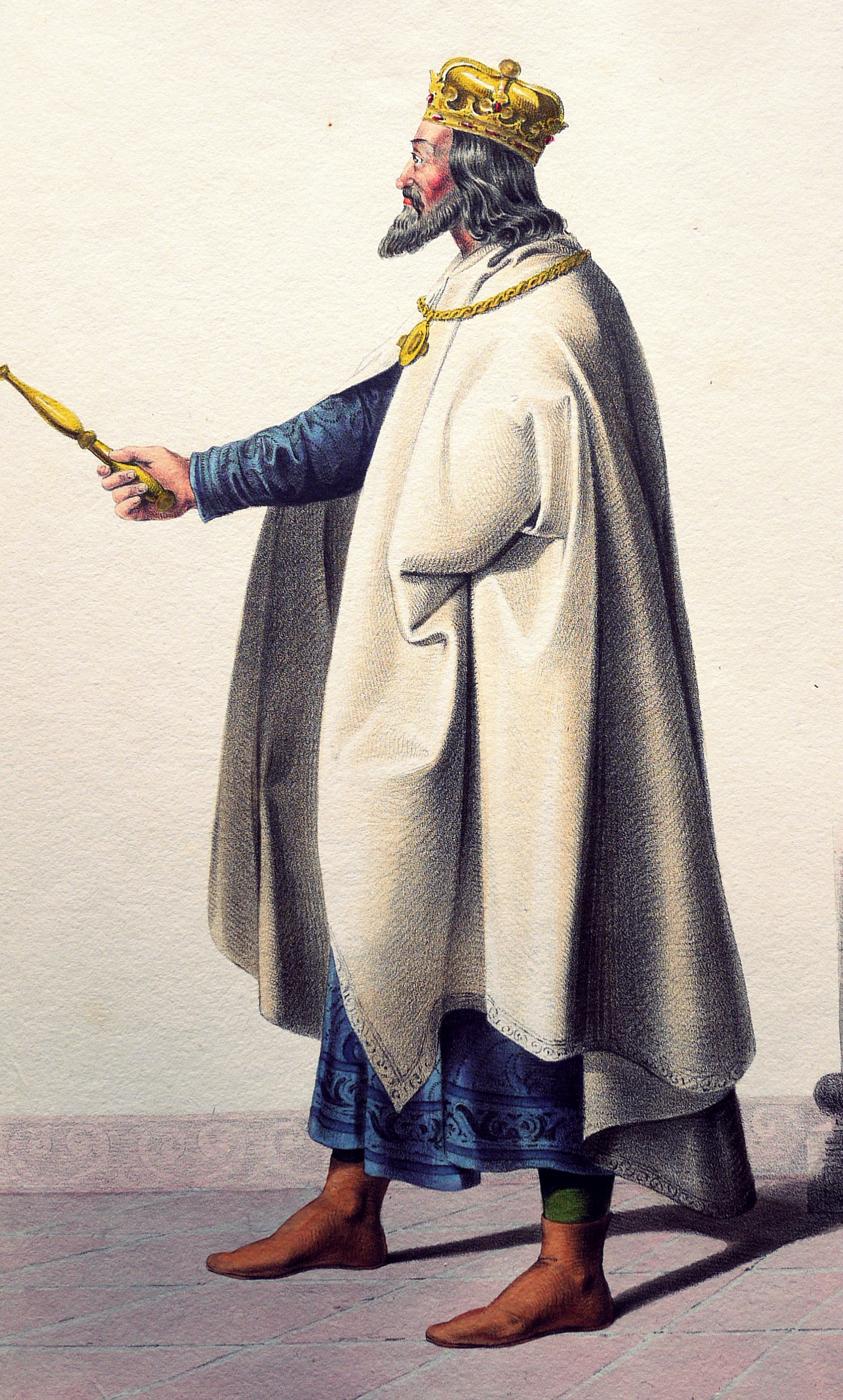
Moritz von Schwind festménye Josef Kriehuber litográfiája nyomán

1. házassága, 1201: Gertrúd merániai hercegnő.

Gyermekeik:
- Mária, 1203-ban született, 1221-ben II. Iván Aszen bolgár cárhoz ment feleségül.
- Béla, 1206-ban született, András után IV. Béla néven magyar király. 1220-ban feleségül vette Laszkarisz Mária nikaiai hercegnőt.
- Erzsébet, 1207-ben született, később szentté avatták. 1221-ben feleségül ment IV. Lajos türingiai tartománygrófhoz.
- Kálmán, 1208-ban született, Szlavónia hercege és Halics címzetes királya (a muhi csatában szerzett sebei miatt halt meg).
- András, 1210-ben született, Galícia királya.

2. házassága, 1215: Courtenay Jolán konstantinápolyi latin császári hercegnő.

Gyermekeik:
- Jolán, 1219-ben született, feleségül ment I. Jakab aragón királyhoz.

3. házassága, 1234: Estei Beatrix estei grófnő.

Gyermekeik:
- Utószülött István, 1235 körül született.

## Címei
Magyarország, Dalmácia, Horvátország, Ráma, Szerbia, Galícia, Jeruzsálem és Lodoméria királya.

## Alakja a művészetekben
- Valkai András: Bánk bán históriája, Debrecen, 1574 – (históriás ének)
- Katona József: Bánk bán, Trattner, Pest, 1821 – (színmű)
- Franz Grillparzer: Urának hű szolgája, Bécs, 1830 – (színmű)
- Petőfi Sándor: Bánk bán, 1848 – (vers)
- Erkel Ferenc: Bánk bán, 1861 – (opera)
- Jantyik Mátyás: II. András kihirdeti az Aranybullát, 1901 – (festmény)
- Bánk bán, 1914 – (némafilm)
- Kontuly Béla: Az Aranybulla kihirdetése, 1937 – (szekkó)
- Passuth László: Hétszer vágott mező, Szépirodalmi Könyvkiadó, Budapest, 1965 – (regény)
- Bánk bán, 1968 – (tévéfilm)
- Hegedüs Géza: Az írástudó, Szépirodalmi Könyvkiadó, Budapest, 1969 – (regény)
- Karczag György: Zúgó nyilak, Móra Könyvkiadó, Budapest, 1970 – (regény)
- Bánk bán, 1974 – (operafilm)
- Bánk bán, 1987 – (tévéfilm)
- Bánk bán, 2002 – (operafilm)
- Tömény történelem 2016–2017 – (sorozat), Gertrudis királyné és a merénylő magyar bán(k)ok című epizódja (Ráskó Eszter, 2016)
- Aranybulla, 2022 – (televíziós sorozat)
- Totth Benedek: A jeruzsálemi király, 2023 – (színmű)